# (5400) 1989 CM
(5400) 1989 CM es un asteroide perteneciente al cinturón de asteroides, descubierto el 4 de febrero de 1989 por Seiji Ueda y el astrónomo Hiroshi Kaneda desde el Kushiro Marsh Observatory, Hokkaido, Japón.

## Designación y nombre
Designado provisionalmente como 1989 CM.

## Características orbitales
1989 CM está situado a una distancia media del Sol de 3,095 ua, pudiendo alejarse hasta 3,553 ua y acercarse hasta 2,637 ua. Su excentricidad es 0,148 y la inclinación orbital 0,557 grados. Emplea 1989,20 días en completar una órbita alrededor del Sol.
Los próximos acercamientos a la órbita de Júpiter se producirán el 18 de julio de 2067, el 18 de mayo de 2077 y el 13 de julio de 2127, entre otros.

## Características físicas
La magnitud absoluta de 1989 CM es 13,4. Tiene 10,623 km de diámetro y su albedo se estima en 0,082. 